# Хрістоф Ціпф
Хрістоф Ціпф (нім. Christoph Zipf; нар. 5 грудня 1962) — колишній німецький тенісист.
Найвищу одиночну позицію світового рейтингу — 138 місце досяг 16 липня 1984, парну — 95 місце — 3 січня 1983 року.

## Фінали Гран-прі за кар'єру

### Одиночний розряд: 1 (0–1)
| Результат | В-П | Дата     | Турнір             | Покриття | Суперник        | Рахунок  |
| --------- | --- | -------- | ------------------ | -------- | --------------- | -------- |
| Поразка   | 0–1 | Жов 1983 | Тель-Авів, Ізраїль | Тверде   | Аарон Крікстейн | 6–7, 3–6 |

### Парний розряд: 1 (0–1)
| Результат | В-П | Дата     | Турнір                   | Покриття | Партнер            | Суперники                        | Рахунок       |
| --------- | --- | -------- | ------------------------ | -------- | ------------------ | -------------------------------- | ------------- |
| Поразка   | 0–1 | Жов 1982 | Кельн, Західна Німеччина | Тверде   | Ганс-Дітер Бойтель | Хосе Луїс Даміані Карлус Кірмайр | 2–6, 6–3, 5–7 |

## Титули на челленджерах

### Парний розряд: (2)
| Ранг | Рік  | Турнір                        | Покриття | Партнер            | Суперники                        | Рахунок       |
| ---- | ---- | ----------------------------- | -------- | ------------------ | -------------------------------- | ------------- |
| 1.   | 1982 | Барселона, Іспанія            | Ґрунт    | Серхіо Касаль      | Бродерік Дайк Ганс-Петер Кандлер | 5–7, 6–1, 6–2 |
| 2.   | 1984 | Нойнкірхен, Західна Німеччина | Ґрунт    | Ганс-Дітер Бойтель | Ульф Фішер Ерік Єлен             | 7–6, 7–5      |